# Prædikestol
 Denne artikel omhandler prædikestolen i en kirke. Opslagsordet har også en anden betydning, se Prædikestol (maritim).
En prædikestol er en hævet plads i en kirkes skib (oftest i sydsiden), hvorfra præsten taler til menigheden. Prædikestolen blev introduceret i danske kirker i gotikken, men blev først en fast del af inventaret i renæssancen.